# St. Leonhard im Forst (Wessobrunn)

Sankt Leonhard im Forst

Die katholische Pfarr- und Wallfahrtskirche Sankt Leonhard im Forst in Wessobrunn, einer Gemeinde im Pfaffenwinkel im bayerischen Landkreis Weilheim-Schongau, wurde unter Einbeziehung des Turms der gotischen Vorgängeranlage von 1726 bis 1735 vom Kloster Wessobrunn im Stil des Rokoko errichtet. Die Kirche erhielt ihre Ausstattung bis 1771. Sie wurde in den Jahren 1985 (innen) und 1995 (außen) renoviert. Sie gehört zu den geschützten Baudenkmälern (Nr. D-1-90-158-42).

## Geschichte
Die Kirche steht in dem südöstlich der heutigen Ortslage Wessobrunn gelegenen ehemaligen Klosterdorf Sankt Leonhard im Forst des Klosters Wessobrunn, in dem auch einige der Stuckateure der Wessobrunner Schule ansässig waren. Von einer gotischen Anlage ist nur der Turm erhalten, der Ende des 17. Jahrhunderts um das Oktogon und die Zwiebel erweitert wurde. Der Neubau der Kirche ab 1725 wird Joseph Schmuzer zugeschrieben.

## Architektur
Die Kirche ist eine Saalkirche. Sie besitzt einen eingezogenen Chor, der halbkreisförmig geschlossen ist. Im nördlichen Winkel des Chors ist die Sakristei angeordnet. Das Langhaus wird von einer Tonne in Korbbogenform überwölbt. Stichkappen werden von gekuppelten Pilastern getragen, die von korinthisierenden Kapitellen abgeschlossen werden. Im Chor verläuft ein doppelter Umgang, den Arkaden zwischen Pfeilern öffnen. Im Westen wurde im 19. Jahrhundert eine Empore mit zwei Geschossen eingebaut.
Der als sehr qualitätsvoll bezeichnete Stuck im Chor um 1756, im Langhaus um 1769 wurde von Tassilo Zöpf geschaffen.

## Deckenfresken

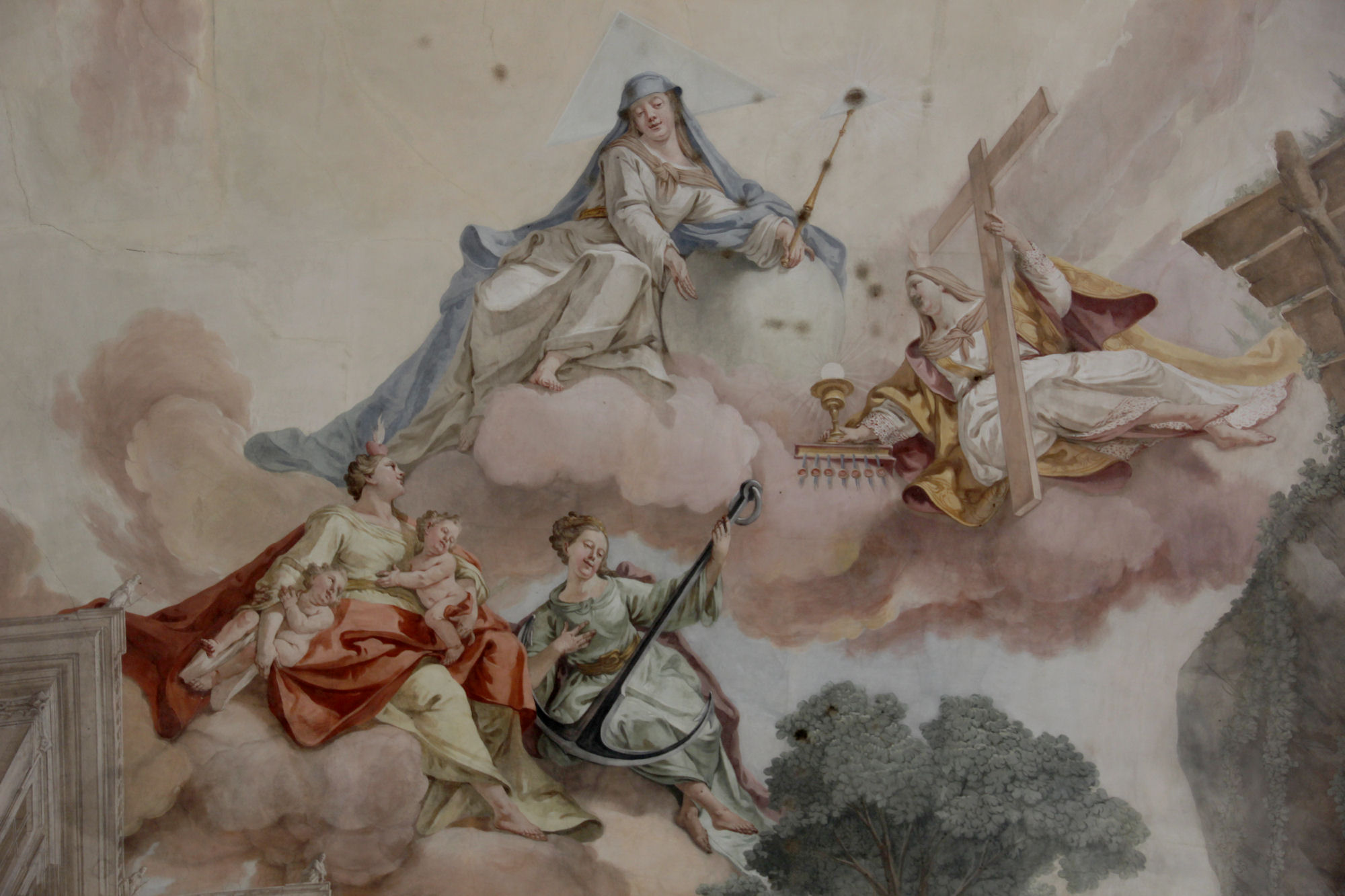
Deckenfresko (Ausschnitt)

Innenraum

Das Deckenfresko im Chor wurde 1756 von Johann Martin Heigl, einem Schüler von Johann Baptist Zimmermann ausgeführt. Es stellt den heiligen Leonhard als Fürbitter vor der Heiligen Dreifaltigkeit dar. Die Deckenbilder im Langhaus stammen von Matthäus Günther, sie sind mit der Jahresangabe 1769 bezeichnet und signiert. Dargestellt sind verschiedene Szenen aus der Leonhardslegende, in der Mitte Maria mit Allegorien der göttlichen Tugenden.

## Ausstattung
Thassilo Zöpf werden auch die drei Altäre (aus Stuckmarmor) zugeschrieben, ihre Skulpturen Thomas Schaidhauf (1735 bis 1807) und Franz Xaver Schmädl. Das Gnadenbild des heiligen Leonhard aus der Zeit um 1500 steht im Hauptaltar; seitlich sind die heiligen Donatus von Münstereifel und Sebastian angeordnet. Der nördliche Seitenaltar wurde um 1615/19 geschaffen; er wird Bartholomäus Steinle zugeschrieben und zeigt den heiligen Sylvester und die heilige Elisabeth. Der südliche Seitenaltar birgt Darstellungen der heiligen Hilaria, Afra und eine Skulptur des heiligen Ulrich.

## Orgel
In der Kirche befindet sich eine Orgel, die in den 1940er Jahren von der Orgelmanufaktur Josef Zeilhuber eingebaut wurde. Sie verfügt über 20 Register auf zwei Manualen und Pedal.